# Natiu
|  | Per a altres significats, vegeu «Natiu (desambiguació)». |

Natiu fa referència, en termes d'informàtica, a l'aplicació o el programa que han estat específicament dissenyats per a ser executats en una plataforma concreta i específica. Caldria diferenciar-lo, en aquest sentit, d'un programa d'emulació d'estat o de compatibilització d'un programa nou amb un programari anterior original. També es pot referir al tipus de dada suportat pel sistema amb un mínim de sobrecost de computació i de components addicionals.